# Stanin (gromada)
Stanin – dawna gromada, czyli najmniejsza jednostka podziału terytorialnego Polskiej Rzeczypospolitej Ludowej w latach 1954–1972.
Gromady, z gromadzkimi radami narodowymi (GRN) jako organami władzy najniższego stopnia na wsi, funkcjonowały od reformy reorganizującej administrację wiejską przeprowadzonej jesienią 1954 do momentu ich zniesienia z dniem 1 stycznia 1973, tym samym wypierając organizację gminną w latach 1954–1972.
Gromadę Stanin z siedzibą GRN w Staninie utworzono – jako jedną z 8759 gromad na obszarze Polski – w powiecie łukowskim w woj. lubelskim na mocy uchwały nr 13 WRN w Lublinie z dnia 5 października 1954. W skład jednostki weszły obszary dotychczasowych gromad Stanin, Wesołówka, Jarczówek, Jeleniec i Nowy Stanin ze zniesionej gminy Stanin w tymże powiecie. Dla gromady ustalono 21 członków gromadzkiej rady narodowej.
1 stycznia 1960 do gromady Stanin włączono obszar zniesionej gromady Kosuty w tymże powiecie.
1 stycznia 1962 do gromady Stanin włączono Gąska, Wróblina Nowa, Wróblina Stara i Jonnik oraz kolonie Borowina i Gąsówka ze zniesionej gromady Gąska w tymże powiecie.
1 stycznia 1969 do gromady Stanin włączono wieś Sarnów ze zniesionej gromady Wólka Domaszewska w tymże powiecie.
Gromada przetrwała do końca 1972 roku, czyli do kolejnej reformy gminnej. 1 stycznia 1973 w powiecie łukowskim reaktywowano gminę Stanin.